# A tömjénút városai a Negev-sivatagban
A tömjénút városai a Negev-sivatagban Izrael világörökségi helyszíne. A négy nabateus város, Haluza, Mamshit, Avdat és Shivta a hozzájuk tartozó erődítményekkel és a Negev-sivatag mezőgazdasági tájaival a tömjén és a fűszer fő kereskedelmi útvonalának a mediterraneumig vezető részén terül el. Mind tükrözik a Szaúd-Arábiából a mediterráneumba irányuló, a Kr. e. 3. századtól az Kr. u. 2. századig virágzó tömjén- és mirhakereskedelem bőséges jövedelmezőségét. Modern öntözőrendszereik, városi épületeik, erődítményeik és karavánszerájaik nyomai mind arról az útról tanúskodnak, ahogyan a zord sivatagban megtelepedett a mezőgazdaság és a kereskedelem. A nabateus városok és a kereskedelmi útvonalaik ékesszóló bizonyítékai a tömjén gazdasági, társadalmi és kulturális fontosságának a hellenisztikus világban és a Római Birodalomban. Az utakon nem csak tömjén és egyéb kereskedelmi áruk (pl. fűszerek) utaztak, hanem emberek és eszmék is. A városok, erődök, karavánszerájok és kifinomult mezőgazdasági rendszerek majdnem megkövesedett maradványai, amelyek a tömjénút mentén sorakoznak a Negev-sivatagban, bemutatják, milyen kimagasló választ adott az ember az ellenséges sivatagi körülményekre, és hogyan teremtett mintegy évezreden át tartó virágzó civilizációt.
A világörökségi helyszínek:
| Helyszín                                               | Koordináták                                                  | Felvétel éve |
| ------------------------------------------------------ | ------------------------------------------------------------ | ------------ |
| A tömjén- és fűszerkereskedelmi út Arava-Tichona-völgy | é. sz. 30° 32′ 28″, k. h. 35° 09′ 39″30.541111°N 35.160833°E | 2005         |
| Haluza                                                 | é. sz. 31° 05′ 51″, k. h. 34° 39′ 28″31.097500°N 34.657778°E | 2005         |
| Mamshit                                                | é. sz. 31° 01′ 34″, k. h. 35° 03′ 04″31.026111°N 35.051111°E | 2005         |
| Shivta                                                 | é. sz. 30° 52′ 53″, k. h. 34° 37′ 54″30.881389°N 34.631667°E | 2005         |